# Alice Isaaz
Cet article possède des paronymes, voir Isasi et Īsaz.
Alice Isaaz, née le 26 juillet 1991, à Bordeaux, est une actrice française.

## Biographie

### Jeunesse et débuts
Fille d'un directeur d'un réseau de visiteurs médicaux et d'une pharmacienne, Alice Isaaz pratique le piano et la danse classique durant son enfance. Elle a une sœur journaliste de mode, Laura Isaaz.
Après l'obtention d'un baccalauréat scientifique à 17 ans au lycée Marc-Chagall[réf. nécessaire] de Reims, Alice Isaaz s’oriente vers le monde du cinéma qu'elle découvre l'été précédant son entrée en classe de terminale. Alors qu'elle passe ses vacances à Biarritz, elle est repérée dans la rue par Jonathan Borgel qui lui offre un rôle dans son court métrage Jeanne,. Elle suit alors un cursus de deux ans au cours Florent[source insuffisante] puis se présente avec succès au concours d'entrée de la classe libre du cours Florent.
Elle commence sa carrière à la télévision, notamment dans Joséphine, ange gardien en 2011, puis dans des épisodes des séries françaises Les Petits Meurtres d'Agatha Christie et Victoire Bonnot.
Sa carrière s'étend ensuite au cinéma avec la comédie franco-portugaise La Cage dorée, où elle tient un petit rôle. Dès 2014, elle évolue dans des projets plus exposés : tout d'abord, elle figure au casting de la comédie Fiston, menée par le tandem Kev Adams et Franck Dubosc. Elle y joue une employée de banque, draguée par le héros lycéen incarné par Kev Adams. Ensuite, elle tient l'un des trois rôles principaux de la satire La Crème de la crème, troisième long-métrage de Kim Chapiron. Enfin, elle incarne la fille de l'héroïne incarnée par Julie Depardieu dans la comédie dramatique Les Yeux jaunes des crocodiles. Sa performance lui vaut le Swann d'or de la révélation féminine lors du festival du film de Cabourg.

### Carrière

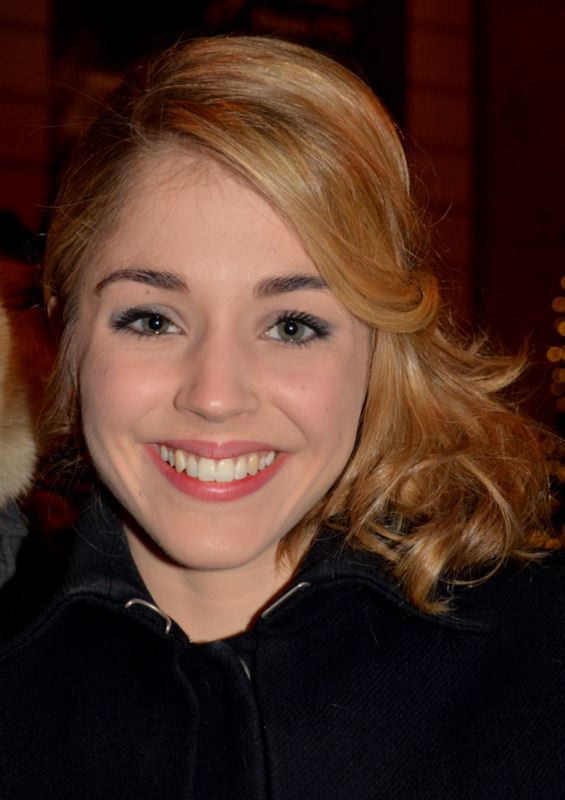
Alice Isaaz au dîner des révélations des César du cinéma 2015.

En 2015, elle fait partie de la liste des Révélations de l'Académie des arts et techniques du cinéma,. Au cinéma, elle est à l'affiche à trois reprises cette année-là. Elle joue dans le drame historique En mai, fais ce qu'il te plaît, de Christian Carion. Dans la comédie dramatique Rosalie Blum, de Julien Rappeneau, elle tient le troisième rôle principal, aux côtés de Noémie Lvovsky et Kyan Khojandi. Enfin, elle fait partie du quatuor de la comédie de mœurs Un moment d'égarement, de Jean-François Richet. Contrairement aux deux autres films, son nom ne figure pas sur l'affiche, qui met seulement en avant les protagonistes masculins, incarnés par Vincent Cassel et François Cluzet.
En 2016, elle se contente d'un second rôle dans le thriller Elle, première réalisation française du cinéaste néerlandais Paul Verhoeven. En revanche, l'année suivante, elle est propulsée pour la première fois tête d'affiche avec le film indépendant Espèces menacées, de Gilles Bourdos. Elle y a pour partenaire Vincent Rottiers.
Cette même année, elle est de nouveau sur la liste des Révélations de l'Académie des arts et techniques du cinéma.
En 2018, elle incarne le personnage éponyme du film Mademoiselle de Joncquières d'Emmanuel Mouret, adapté de l'œuvre de Denis Diderot.
Elle tient un des rôles principaux du film Vivants d'Alix Delaporte, présenté à la Mostra de Venise 2023 et sorti début 2024 en France,.

## Filmographie

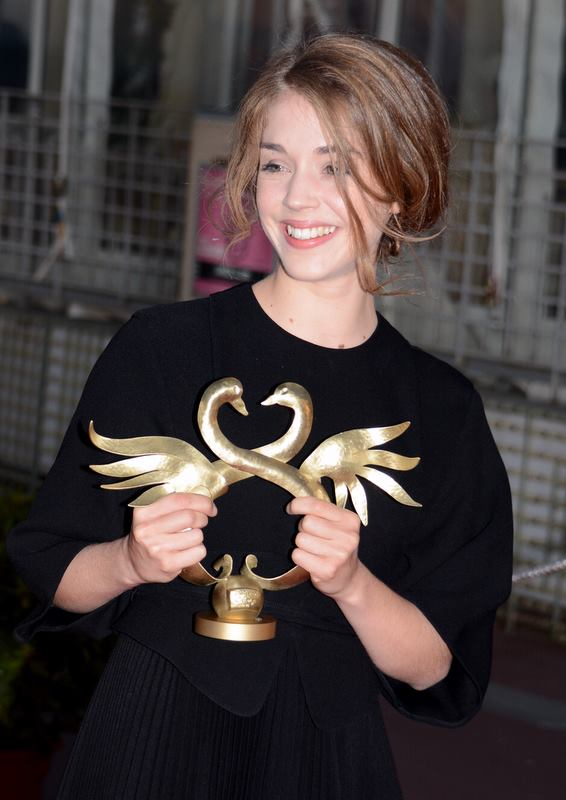
Alice Isaaz et son Swann d'or 2014 pour Les Yeux jaunes des crocodiles.

Sauf indication contraire, les informations mentionnées dans cette section peuvent être confirmées par les bases de données cinématographiques IMDb et Allociné,  présentes dans la section « Liens externes ».

### Cinéma

#### Longs métrages
- 2013 : La Cage dorée de Ruben Alves : Cassiopée
- 2014 : Fiston de Pascal Bourdiaux : Élie
- 2014 : La Crème de la crème de Kim Chapiron : Kelly
- 2014 : Les Yeux jaunes des crocodiles de Cécile Telerman : Hortense Cortes
- 2015 : Un moment d'égarement de Jean-François Richet : Marie
- 2015 : En mai, fais ce qu'il te plaît de Christian Carion : Suzanne
- 2015 : Rosalie Blum de Julien Rappeneau : Aude
- 2016 : Elle de Paul Verhoeven : Josie
- 2017 : Espèces menacées de Gilles Bourdos : Joséphine Kaufman
- 2017 : La Surface de réparation de Christophe Regin : Salomé
- 2018 : Mademoiselle de Joncquières d'Emmanuel Mouret : Mademoiselle de Joncquières
- 2019 : Le Mystère Henri Pick de Rémi Bezançon : Daphné Despero
- 2019 : Play de Anthony Marciano : Emma
- 2019 : L'État sauvage de David Perrault : Esther
- 2020 : Messe basse de Baptiste Drapeau : Julie
- 2022 : Une belle course de Christian Carion : Madeleine, jeune
- 2022 : Couleurs de l’incendie de Clovis Cornillac : Léonce
- 2023 : Apaches de Romain Quirot : Billie
- 2023 : Le Prix du passage de Thierry Binisti : Natacha
- 2023 : Vivants d'Alix Delaporte : Gabrielle

#### Courts métrages
- 2012 : Königsberg de Philipp Mayrhofer : Charlotte
- 2013 : Clean de Benjamin Bouhana : Romy
- 2014 : Notre Faust d'Elsa Blayau et Chloé Larouchi : Lise
- 2014 : Après les cours de Guillaume Renusson : Lucie
- 2015 : Qui de nous deux de Benjamin Bouhana : Alice[16]

### Télévision

#### Séries télévisées
- 2011 : Joséphine, ange gardien : Juliette Verdon
- 2011 : Victoire Bonnot : Zoé Viguier
- 2012 : Les Petits Meurtres d'Agatha Christie : Juliette
- 2020 : The Eddy : Margaux
- 2022 : Notre-Dame, la part du feu d'Hervé Hadmar : Éléna
- 2023 : 66-5 d'Anne Landois : Roxane Bauer
- 2025 : Nero, série télévisée d'Allan Mauduit et Ludovic Colbeau-Justin

#### Téléfilms
- 2012 : La Guerre du Royal Palace de Claude-Michel Rome : Marion Verdier
- 2015 : L'Héritière d'Alain Tasma : Chloé

#### Doublage
- 2022 : La Nuit au musée : Le Retour de Kahmunrah : Jeanne d'Arc

### Clips
- 2016 : Fireball de Synapson
- 2019 : Promesses de Bigflo et Oli

## Théâtre
Sauf indication contraire ou complémentaire, les informations mentionnées dans cette section peuvent être confirmées par la base de données Les Archives du spectacle.
- 2015 : De l'influence des rayons gamma sur le comportement des marguerites d'après Paul Zindel, mise en scène d'Isabelle Carré, théâtre de l'Atelier.

## Distinctions
Sauf indication contraire, les informations mentionnées dans cette section peuvent être confirmées par les bases de données cinématographiques IMDb et Allociné,  présentes dans la section « Liens externes ».
- Festival du film de Cabourg 2014 : Swann d'or de la révélation féminine pour Les Yeux jaunes des crocodiles[11],[17]